# SPATA12
SPATA12 (англ. Spermatogenesis associated 12) – білок, який кодується однойменним геном, розташованим у людей на 3-й хромосомі. Довжина поліпептидного ланцюга білка становить 190 амінокислот, а молекулярна маса — 20 418.
| 10         |  | 20         |  | 30         |  | 40         |  | 50         |
| ---------- |  | ---------- |  | ---------- |  | ---------- |  | ---------- |
| MSSSALTCGS |  | TLEKSGDTWE |  | MKALDSSRLV |  | PWPPRGLGSS |  | TQHPNKPHCA |
| LASCQGPGVL |  | PGAASALPEL |  | TFQGDVCQSE |  | TCQRYLQAAI |  | SLDIAVSQIN |
| LLGRPSSPPA |  | LLIQQGSCEQ |  | VIHNSTPQFL |  | GMEDGDNERT |  | TGWLWRLCED |
| IDAEPSSTGC |  | SRSNQLTFTE |  | GCFVRSLSTV |  | YSNTHIHTHL |  |            |

A: Аланін

C: Цистеїн

D: Аспарагінова кислота

E: Глутамінова кислота

F: Фенілаланін

G: Гліцин

H: Гістидин

I: Ізолейцин

K: Лізин

L: Лейцин

M: Метіонін

N: Аспарагін

P: Пролін

Q: Глутамін

R: Аргінін

S: Серин

T: Треонін

V: Валін

W: Триптофан